# Lyons (Géorgie)
Pour les articles homonymes, voir Lyons.
Lyons est une ville de Géorgie, aux États-Unis. Il s'agit du siège du comté de Toombs.

## Démographie
| 1900 | 1910 | 1920 | 1930  | 1940  | 1950  |
| ---- | ---- | ---- | ----- | ----- | ----- |
| 534  | 927  | 873  | 1 445 | 1 900 | 2 799 |

| 1960  | 1970  | 1980  | 1990  | 2000  | 2010  |
| ----- | ----- | ----- | ----- | ----- | ----- |
| 3 219 | 3 739 | 4 203 | 4 502 | 4 169 | 4 367 |